# Archangelská gubernie

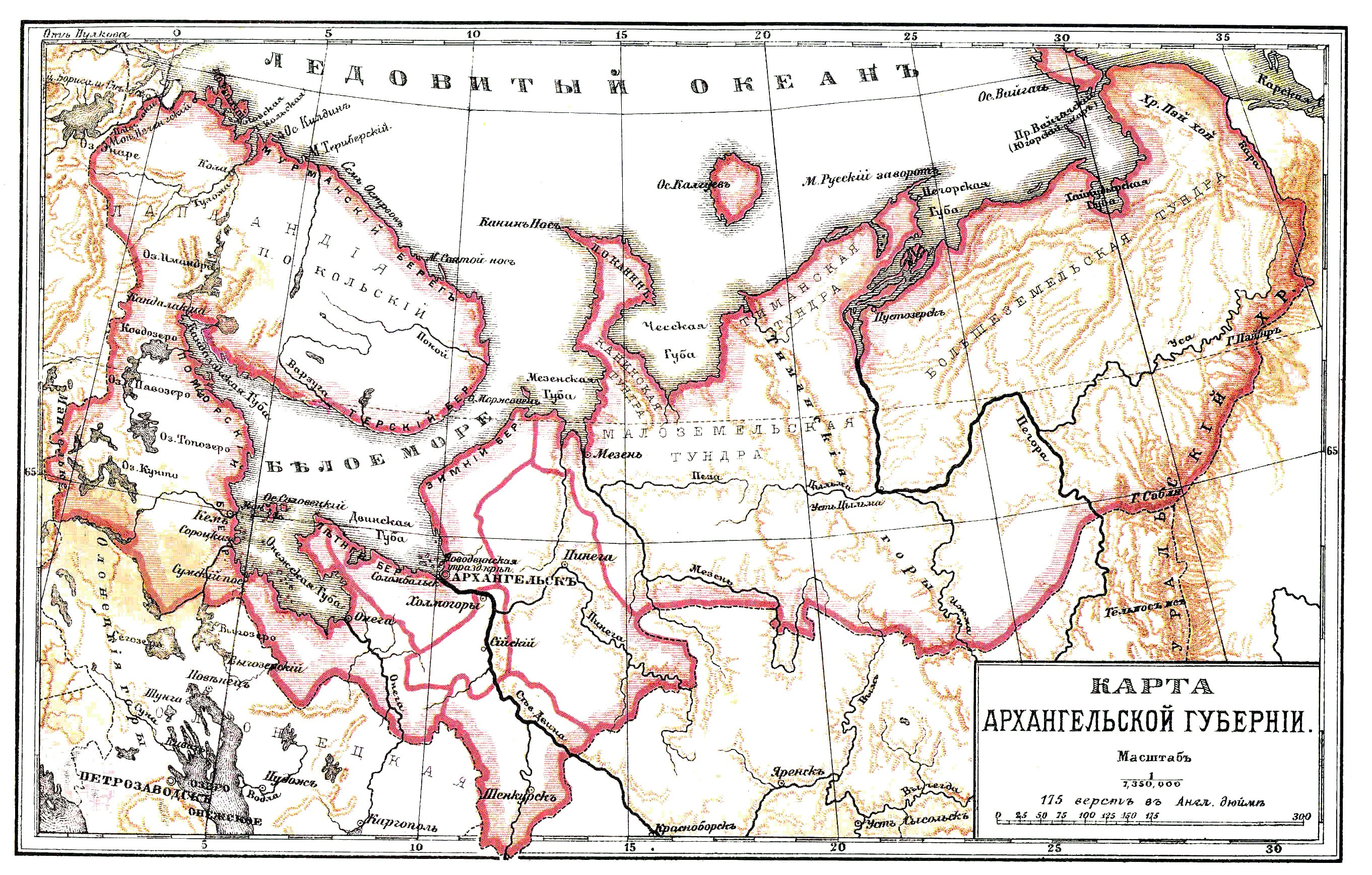
Mapa Archangelské gubernie

Archangelská gubernie (rusky Архангельская губерния) byla jednou z gubernií carského Ruska zřízená nařízením Petra I. Se svou rozlohou 842 531 km2 byla ve své době největší gubernií Ruského impéria, byla však téměř liduprázdná. Existovala od konce 18. století do roku 1929. Její hranice zabíraly celé severní pobřeží evropské části Ruska, sahaly od Finska kolem Bílého moře až k Uralu. Zahrnovala i Novou zemi a ostrovy Františka Josefa. Hlavním městem byl Archangelsk.

## Dějiny
Území gubernie bylo zpočátku součástí ještě větší Archangelogorodské gubernie, která vznikla roku 1708 z nařízení Petra Velikého. O 11 let později (1719) byla rozdělena na 4 provincie, z nichž tři v roce 1780 utvořily Vologodské místodržitelství. Z něj se v roce 1784 oddělilo Archangelské místodržitelství, které bylo v roce 1796 transformováno do Archangelské gubernie.
Po vzniku Sovětského svazu byla na části území gubernie zřízena Karelská ASSR. 14. ledna 1929 se Archangelská společně s Vologodskou a Severodvinskou gubernií stala součástí Severního kraje, ze kterého se po vytvoření autonomní Republiky Komi (5. prosince 1936) stala Severní oblast. Z ní se po jejím rozdělení (23. září 1937) utvořila Archangelská a Vologdská oblast. Z původní Archangelské oblasti pak byla roku 1938 vyčleněna ještě Murmanská oblast, zahrnující zejména poloostrov Kola.